# Холодильная техника (журнал)
«Холодильная техника» — российский и советский ежемесячный научно-технический журнал. Основан в 1923 году. 
Посвящён вопросам холодильной промышленности, техники низких температур, проблемам применения холодильной технологии во всех областях человеческой деятельности.  

## История
Издание журнала было прекращено в 1941 г. и возобновлено в 1947 г. В первые годы издание выходило под названием «Холодильное и боенское дело», в 1937 г. сменило название на «Холодильная промышленность», c 1941 г. называется «Холодильная техника». 